# Robert Dhéry
Pour les articles homonymes, voir Fourrey.
Ne doit pas être confondu avec Derhy.
Robert Dhéry, de son vrai nom Robert Fourrey, est un acteur, metteur en scène, dramaturge et réalisateur français, né le 27 avril 1921 à La Plaine Saint-Denis (Seine) et mort le 3 décembre 2004 dans le 19e arrondissement de Paris.
En 1948, avec son épouse Colette Brosset, il fonde la troupe des « Branquignols » — réunissant entre autres Louis de Funès, Jean Lefebvre, Jean Carmet, Jacqueline Maillan, Michel Serrault, Micheline Dax, Pierre Olaf, Jacques Legras, Gérard Calvi ou encore Robert Rollis et Pierre Tornade — dont il écrit la plupart des textes.
Il est le père de la psychanalyste Catherine Mathelin-Vanier.

## Biographie

### Jeunesse
Robert-Léon-Henri Fourrey naît le 27 avril 1921 à la Plaine Saint-Denis où sa mère est en voyage. Il est aussitôt ramené dans le village familial de l'Yonne, Héry, qui lui donne par la suite son nom d’artiste : « Robert d'Héry ».
Descendant d’une famille de meuniers, il passe une enfance heureuse. Mais à l’école c’est un pitre, incapable de tenir en place. « Je suis né anormal, avec certainement un chromosome en plus, celui de la rigolade… ! À l’école, le maître abattait son poing sur le pupitre. Silence terrifié de la classe. Je pouffais, parce que j'imaginais l’encre jaillissant de l’encrier retomber sur sa tête et lui faire des moustaches ! ».
Il découvre le monde du spectacle en assistant à une représentation du Cirque Fratellini. La messe dominicale l'attire tout autant : les cantiques, les cloches et le rituel l’impressionnent. Il s’en souvient plus tard et n’hésite pas à inclure des messes dans ses films, La Belle Américaine (1961), Le Petit Baigneur (1967) ou bien Vos gueules, les mouettes ! (1974). Avec quelques copains, il forme « la bande à Bicot », en référence au héros des albums dessinés de l'époque.
Il a 15 ans lorsque son père l’envoie passer une année en Angleterre. Pensionnaire chez Mrs. et Mr. Watson, un directeur d’école qui lui impose plusieurs fois par semaine des séances de cinéma dans la langue de Shakespeare, le jeune Robert apprend l'anglais avec Buster Keaton, Laurel et Hardy, Charlot mais aussi Laurence Olivier. De retour en France, il a choisi sa voie : il sera Chaplin ou Olivier. Son père lui répond lucidement « Il faut que tu apprennes le métier ».

### Formation
À Paris, au conservatoire Maubel, Robert apprend les rudiments du métier avec Georges Dorival, sociétaire de la Comédie-Française. Un jour de 1938, René Simon, directeur du célèbre cours, lui dit lors d'une visite : « Viens donc me voir… Tu zozotes… Si je te fais jouer Britannicus, tu seras ridicule et tu amuseras tous les élèves ! ». C'est en effet le cas : « Mon vieux rêve, devenir clown, avait des chances de devenir réalité ».
René Simon révèle le comédien Robert Dhéry : « J’t’aime bien toi ! Tu es un paysan élégant ! ». Pierrot lunaire, clown, il est là pour donner la réplique à ses camarades. À cette époque, il fait la connaissance d’une danseuse pourvue d'un grand sens de l'humour, Colette Brosset : « On est fait pour s’entendre » se plaît à dire Robert Dhéry.
En 1939, lors d’une nouvelle audition chez Simon, les directeurs du théâtre des Mathurins, Jean Marchat et Marcel Herrand, le remarquent. Il est leur pensionnaire pendant deux ans, pour de petits rôles qui lui permettent de préparer l’entrée au Conservatoire. Il y fait également la connaissance de Jean Carmet. Jeune premier comique, il a souvent comme partenaire une débutante « aussi vive qu’une souris »[source insuffisante], Odette Joyeux.
Robert Dhéry apprend beaucoup d’un autre maître, Raymond Rouleau. Engagé au théâtre Hébertot, il joue un rôle délicat dans une pièce difficile, Mon royaume est sur la terre. Plus question de faire le pitre. Alors pour se défouler, il invente des farces dans les coulisses avec Renaud Mary, son copain du cours Simon. Il ne perd pas pour autant Colette Brosset de vue et commence enfin à lui faire la cour. Prétendant timide, il lui fait des confidences, lui parle de l’ambiance du théâtre.
Robert est reçu au Conservatoire en 1940, dans la classe de Béatrix Dussane : « Je n’étais pas dupe, j’étais une espèce d'utilité : jeune premier comique pouvant jouer les pères et donnant la réplique à toutes les Agnès ». Parmi ses camarades se trouvent Daniel Gélin et Daniel Ivernel, mais aussi Jacques-Henri Duval, Héléna Bossis, Sophie Desmarets, Maria Casarès et Jacques Charon : « On s’entendait bien, Jacques et moi. Il me faisait la morale quand je manquais de sérieux… ! Je voyais aussi beaucoup Serge Reggiani et François Périer ». Lorsque Colette Brosset, à l'issue de sa première année d'études avec Louis Jouvet, rejoint le petit groupe, Béatrix Dussane prédit : « Robert et Colette, ça marchera ! »

### Débuts
Robert Dhéry sort du Conservatoire gratifié d'un deuxième accessit. Durant ce temps, il aura été initié à la musique par Gérard Calvi du Conservatoire de musique voisin. Il lui confie un jour son projet d’un numéro de trois clowns, avec Jacques Emmanuel et Christian Duvaleix. Le maquillage et le nom du trio, « Les Trois Socketts », empêchent de le reconnaître. Calvi compose une musique et l’affiche est dessinée par un certain Pierre Sabbagh. Au Petit Casino et à l’Étoile, le spectacle fonctionne bien. Le trio se produit également dans des cirques. Un de leurs copains, Francis Blanche, les présente à Charles Trenet qui leur ouvre la première partie de son spectacle à l’ABC.
André Barsacq engage Robert pour la pièce d'Alfred Adam, Sylvie et le Fantôme. Il y campe un fantôme, tout comme Raymond Segard, Christian Duvaleix et Alfred Adam. De son côté, Colette Brosset joue au théâtre Marigny. Dès la fin du spectacle, Robert Dhéry enfourche son vélo pour la retrouver.
Les temps sont durs mais les généreux parents de Colette Brosset accueillent toute cette jeunesse sympathique. « Chez Bouboute », le bistro du père, devient leur quartier général. À cette époque, Robert Dhéry décroche quelques petits rôles au cinéma qui lui permettent de gagner un peu d'argent : Remorques (1941) de Jean Grémillon et Monsieur des Lourdines (1943) où il retrouve Raymond Rouleau.
Robert Dhéry et Colette Brosset se marient le 18 novembre 1943. Toute la classe du Conservatoire est présente. Le marié est en retard à cause d’une farce montée par Pierre Brasseur et Marcel Carné. Gérard Calvi est au piano, Françoise Dorin, demoiselle d’honneur, au bras de Duvaleix, Maria Casarès à celui de Jacques Emmanuel. Cette union dure plus de soixante ans.

### Les Branquignols: succès international
La carrière cinématographique de Robert Dhéry évolue de façon importante à partir de 1944. Il apparaît dans des films tels que Service de nuit (1944) ou encore Les Enfants du paradis (1945), avant de camper Filochard dans Les Aventures des Pieds-Nickelés (1948).
Habitué à incarner des personnages lunaires et poétiques, il fonde au lendemain de la guerre, avec son épouse, la troupe comique des Branquignols, dont l'humour est notamment basé sur le « non-sens ». Les Branquignols jouent pour la première fois le 20 avril 1948, jour de naissance de Catherine, la fille unique du couple. Le succès est au rendez-vous :  la pièce sera jouée plus de 1 100 fois avant d'être adaptée au cinéma par Dhéry l'année suivante, bientôt suivie de Dugudu (1951), Bouboute et Sélection (1952) et Ah ! les belles bacchantes (1953), joué 883 fois au théâtre Daunou, et Jupon vole (1954). 
En 1955, les Branquignols s'attaquent au public anglophone avec La Plume de ma tante, créée en 1955 au Garrick Theatre de Londres, transportée aux États-Unis après deux ans et demi, au Royale Theatre de Broadway. Le succès critique et public le fait rester à nouveau deux ans à l'affiche. Nommé à trois Tony Awards en 1959 (meilleure comédie musicale, meilleure mise en scène pour Dhéry, meilleur directeur musical ou chef d'orchestre pour Gershon Kingsley), le spectacle remporte le Special Tony Award décerné à l'ensemble de la distribution.
En 1962, il écrit la pièce La Grosse Valse ayant pour acteur principal Louis de Funès, ancien membre des Branquignols. Dhéry continue parallèlement son activité au cinéma. Après l'adaptation de Ah ! les belles bacchantes en 1954, il réalise La Belle Américaine, qui attire plus de 3 millions de spectateurs en 1961, Allez France ! en 1964, tandis que Le Petit Baigneur en 1968 lui permet de donner la réplique à l'un de ses fidèles complices, Louis de Funès. En 1974, Robert Dhéry retrouve quelques-uns des piliers de sa troupe (Jacques Legras, Jacques Marin, Pierre Tornade…) pour Vos gueules, les mouettes ! qui est sa dernière réalisation.

### Dernières années
À partir du milieu des années 1970, Robert Dhéry subit des problèmes de santé et il ne peut revenir au cinéma que comme acteur, pour deux dernières apparitions dans des rôles plutôt graves : Malevil (1980) de Christian de Chalonge et La Passion Béatrice (1987) de Bertrand Tavernier.
Pour autant à la même période, il est pris par ses activités théâtrales avec Le Petit-fils du Cheik en 1977 au théâtre des Bouffes-Parisiens, Le Chapeau de mon oncle en 1991 au théâtre de la Carouge). Il s'illustre également à l'Opéra-Comique en mettant en scène Le Comte Ory de Gioachino Rossini (1976), Vive Offenbach (1979), Robinson Crusoé (1986) et La Grande-duchesse de Gérolstein de Jacques Offenbach, ainsi que plusieurs pièces de théâtre comme Monsieur chasse ! de Georges Feydeau en 1976, En sourdine les sardines de Michael Frayn en 1982 ou encore Le Chauffoir de Harold Pinter en 1986.
Pour l'écriture, Robert Dhéry est l’auteur de Ma vie de Branquignol (1978).
Une longue maladie du cœur le contraint à interrompre son activité artistique à la fin des années 1980. Il meurt le 3 décembre 2004. Sa dépouille repose au cimetière d'Héry où, trois ans plus tard, le rejoint son épouse Colette Brosset.

## Théâtre
- 1942 : Sylvie et le Fantôme d'Alfred Adam, mise en scène André Barsacq, théâtre de l'Atelier
- 1944 : À quoi rêvent les jeunes filles d'Alfred de Musset, mise en scène André Barsacq, théâtre de l'Atelier
- 1946 : La Monnaie du Pape, comédie en 5 tableaux de Michelle Lahaye, mise en scène Robert Dhéry, théâtre des Mathurins
- 1948 : Voyage à Washington de Garson Kanin, mise en scène Henri Bernstein, théâtre des Ambassadeurs
- 1948 : Les Branquignols, paroles Francis Blanche, musique Gérard Calvi, premier spectacle au théâtre La Bruyère
- 1951 : Dugudu, spectacle des Branquignols, texte d'André Frédérique, musique de Gérard Calvi, théâtre La Bruyère
- 1952 : Bouboute et Sélection de Robert Dhéry, mise en scène Robert Dhéry, avec Robert Dhéry, Colette Brosset, Roger Saget, Albert Rémy, Pierre Mondy, Gérard Calvi, Louis de Funès[13], théâtre Vernet
- 1953 : Ah ! les belles bacchantes, spectacle des Branquignols, mise en scène Robert Dhéry, théâtre Daunou
- 1954 : Jupon vole de Robert Dhéry et Francis Blanche, spectacle des Branquignols, mise en scène Robert Dhéry, théâtre des Variétés
- 1955 : Voulez-vous jouer avec moâ ? de Marcel Achard, mise en scène André Villiers, théâtre en Rond
- 1955-1960 : La Plume de ma tante de Robert Dhéry et Colette Brosset, paroles Francis Blanche et André Maheux, version anglaise de Ross Parker, Garrick Theatre de Londres (1955-1958) puis Royale Theatre de Broadway (1958-1960). Création de la version française en 1965 au théâtre des Variétés.
- 1957 : Pommes à l'anglaise de Robert Dhéry, Colette Brosset, musique Gérard Calvi, théâtre de Paris
- 1962 : La Grosse Valse de Robert Dhéry, mise en scène de l’auteur, avec Robert Dhéry, Louis de Funès, Colette Brosset, Liliane Montevecchi, Jacques Legras, Janine de Waleyne, Pierre Tornade, Françoise Moncey, Guy Grosso, Michel Modo, théâtre des Variétés
- 1964 : Machin-Chouette de Marcel Achard, mise en scène Jean Meyer, théâtre Antoine
- 1966 : Drôle de couple de Neil Simon, mise en scène Pierre Mondy, théâtre de la Renaissance
- 1969 : Trois hommes sur un cheval de Marcel Moussy, d'après la comédie de John Cecil Holm (en) et George Abbott, mise en scène Pierre Mondy, théâtre Antoine
- 1971 : Vos gueules, les mouettes ! de et mise en scène Robert Dhéry, paroles Françoise Dorin, musique Gérard Calvi, théâtre des Variétés
- 1972 : Les Branquignols de et mise en scène Robert Dhéry, musique Gérard Calvi, théâtre La Bruyère
- 1974 : Les Branquignols de et mise en scène Robert Dhéry, musique Gérard Calvi, théâtre Montansier
- 1975 : Les Branquignols de et mise en scène Robert Dhéry, musique Gérard Calvi, théâtre La Bruyère, capté en K7 VHS
- 1976 : Monsieur chasse ! de Georges Feydeau, théâtre de l'Atelier
- 1977 : Le Petit-fils du Cheik de et mise en scène Robert Dhéry et Colette Brosset, théâtre des Bouffes-Parisiens
- 1980 : La musique adoucit les mœurs de Tom Stoppard, mise en scène Robert Dhéry, théâtre de la Ville
- 1982 : En sourdine… les sardines ! de Michael Frayn, mise en scène Robert Dhéry, théâtre des Bouffes-Parisiens
- 1986 : Hot House d'Harold Pinter, mise en scène Robert Dhéry, théâtre de l'Atelier

Metteur en scène
- 1949 : Le Bouillant Achille de Paul Nivoix, théâtre des Variétés

## Filmographie
- 1941 : Remorques de Jean Grémillon : un matelot au mariage
- 1941 : Une étoile au soleil d'André Zwobada : Hubert de Merlerault
- 1943 : Fou d'amour de Paul Mesnier : l'embrasseur
- 1943 : Monsieur des Lourdines de Pierre de Hérain : Désiré
- 1943 : Feu Nicolas de Jacques Houssin : Édouard
- 1943 : Service de nuit de Jean Faurez : Arthur
- 1944 : Le Merle blanc de Jacques Houssin : le vicomte de Mazers
- 1945 : Les Enfants du paradis de Marcel Carné : Célestin
- 1945 : La Fiancée des ténèbres de Serge de Poligny : l'aubergiste de Tournebelle
- 1945 : Madame et son flirt de Jean de Marguenat : Yves Le Florentin
- 1945 : On demande un ménage de Maurice Cam : Jacques Arvel
- 1946 : Le Château de la dernière chance de Jean-Paul Paulin : Albert
- 1946 : En êtes-vous bien sûr ? de Jacques Houssin
- 1947 : Les Aventures des Pieds-Nickelés de Marcel Aboulker : Filochard - également adaptateur
- 1947 : Une nuit à Tabarin de Karel Lamač : André de Lurvine
- 1948 : Métier de fous d'André Hunebelle : Bernard
- 1949 : Je n'aime que toi de Pierre Montazel : Bibois
- 1949 : La Patronne de Robert Dhéry
- 1949 : Branquignol de Robert Dhéry : le cow-boy - également scénariste
- 1950 : Bertrand cœur de lion de Robert Dhéry : Bertrand - également scénariste
- 1951 : La Demoiselle et son revenant de Marc Allégret : Jules Petitpas
- 1951 : Si ça vous chante de Jacques Loew
- 1952 : L'amour n'est pas un péché de Claude Cariven : Jacques Loursier
- 1954 : Ah ! les belles bacchantes de Jean Loubignac : lui-même - également scénariste
- 1961 : La Belle Américaine de Robert Dhéry : Marcel Perrignon - également scénariste
- 1961 : Un cheval pour deux de Jean-Marc Thibault
- 1964 : Allez France ! de Robert Dhéry : Henri - également scénariste
- 1965 : La Communale de Jean L'Hôte : l'instituteur
- 1967 : Le Petit Baigneur de Robert Dhéry : André Castagnier - également scénariste
- 1969 : Trois Hommes sur un cheval de Marcel Moussy : Éric
- 1971 : On est toujours trop bon avec les femmes de Michel Boisrond : Commodore Cartwright
- 1972 : Le Temps d'aimer (A Time for Loving) de Christopher Miles : Leonard
- 1974 : Vos gueules, les mouettes ! de Robert Dhéry : Benoît Kenavec - également scénariste
- 1981 : Malevil de Christian de Chalonge : Peyssou
- 1988 : La Passion Béatrice de Bertrand Tavernier : Raoul

## Box office
- 1949 : Branquignol : 2 191 018 entrées
- 1954 : Ah ! les belles bacchantes : 2 629 305 entrées
- 1961 : La Belle Américaine : 4 151 247 entrées[14]
- 1964 : Allez France ! : 2 612 535 entrées
- 1967 : Le Petit Baigneur : 5 542 796 entrées
- 1974 : Vos gueules, les mouettes ! :  1 045 135 spectateurs

## Radio
- Robert Dhéry et Francis Blanche animent sur Paris Inter une émission dominicale devenue en 1948 Le Parti d'en rire puis en 1949, Faites chauffer la colle.
- Le 5 novembre 1982, Robert Dhéry passe dans l'émission Le Tribunal des flagrants délires diffusée sur France Inter[15]

## Publications
- Ma vie de Branquignol, Calmann-Levy, 1978